# Nycticebus coucang
O Nycticebus coucang, conhecido como lóris lento de Sonda, é um primata da subordem Strepsirrhini e uma espécie de lóris lento nativo da Indonésia, Malásia Peninsular, sul da Tailândia e Singapura. Ele mede de 27 a 38 cm da cabeça à cauda e pesa entre 599 e 685 g. Como outros lóris lentos, ele tem um nariz úmido (rinário), uma cabeça redonda, orelhas pequenas escondidas em pelo grosso, uma face plana, olhos grandes e uma cauda vestigial.
O lóris lento de Sonda é noturno e arborícola, ocorrendo normalmente em florestas estacionais sempre-verdes. Ele prefere florestas tropicais com copas densas e contínuas e tem uma taxa metabólica extremamente baixa em comparação com outros mamíferos de seu tamanho. Sua dieta consiste em seiva, néctar floral, frutas e artrópodes, e se alimenta de exsudatos, como goma e seiva, lambendo as árvores. Os indivíduos geralmente são solitários, e um estudo mostrou que apenas 8% de seu tempo ativo foi gasto perto de outros indivíduos. Tem um sistema de acasalamento monogâmico, com a prole vivendo com os pais. Ele dorme durante o dia, enrolado em uma bola em partes escondidas das árvores acima do solo, geralmente em galhos, ramos, folhas de palmeira ou cipós. A espécie é poliéstrica, geralmente dando à luz um único filhote após um período de gestação de 192 dias. Os filhotes se dispersam entre 16 e 27 meses, geralmente quando atingem a maturidade sexual.
A espécie está listada como em perigo de extinção na Lista Vermelha da IUCN. Está ameaçada de extinção devido à crescente demanda no comércio de animais de estimação exóticos e se tornou uma das espécies de primatas mais abundantes à venda nos mercados de animais de estimação da Indonésia. Seus dentes são frequentemente arrancados antes de serem vendidos como animais de estimação, o que pode resultar em infecção e/ou morte. A falta de dentes torna impossível a reintrodução na natureza. Ele também sofre com a perda de habitat, que tem sido grave nas áreas em que é encontrado.

## Etimologia
O nome comum, lóris lento de Sonda, refere-se às Ilhas da Sonda, um grupo de ilhas na parte ocidental do arquipélago malaio, onde essa espécie é encontrada. Outro nome comum para a espécie é lóris lento maior. O nome específico, coucang, deriva de kukang, seu nome comum na Indonésia. É comumente conhecido como malu-malu, que significa “tímido” em indonésio, e também como bukang ou Kalamasan. Às vezes é chamado de kuskus, porque a população local não faz distinção entre o lóris lento e o cuscus, um grupo de Phalangeriformes da Australásia. Na Malásia, às vezes é conhecido como kongkang ou kera duku; kera é a palavra malaia para macaco, enquanto duku é a árvore frutífera,  Epicharis parasitica. Na Tailândia, é chamado de ling lom (ลิงลม), que se traduz como “macaco do vento”.

## Taxonomia e filogenia
O lóris lento de Sonda foi descrito pela primeira vez (em parte) em 1785 pelo médico e naturalista holandês Pieter Boddaert com o nome de Tardigradus coucang. No entanto, sua descoberta data de 1770, quando o holandês Arnout Vosmaer (1720-1799) descreveu um espécime como um tipo de preguiça. Vosmaer deu a ela o nome francês “le paresseux pentadactyle du Bengale” (“a preguiça de cinco dedos de Bengala”), mas Boddaert argumentou mais tarde que ela estava mais próxima dos lóris do Ceilão (atual Sri Lanka) e de Bengala.
Entre 1800 e 1907, várias outras espécies de lóris lentos foram descritas, mas em 1953 o primatologista William Charles Osman Hill, em seu influente livro, Primates: Comparative Anatomy and Taxonomy, consolidou todos os lóris lentos em uma única espécie, N. coucang. Em 1971, Colin Groves reconheceu o  Xanthonycticebus pygmaeus como uma espécie separada, e dividiu o N. coucang em quatro subespécies. Em 2001, Groves opinou que havia três espécies (N. coucang, N. pygmaeus e N. bengalensis) e que o próprio N. coucang tinha três subespécies (Nycticebus coucang coucang, N. c. menagensis e N. c. javanicus). Essas três subespécies foram promovidas em 2010 ao status de espécie - o lóris lento de Sonda, o lóris lento de Java (N. javanicus) e o lóris lento de Bornéu ( N. borneanus). A diferenciação das espécies baseou-se principalmente em diferenças na morfologia, como tamanho, cor da pelagem e marcas na cabeça. No final de 2012, o lóris lento de Bornéu foi dividido em quatro espécies distintas.
Quando Étienne Geoffroy Saint-Hilaire definiu o gênero Nycticebus em 1812, ele fez do lóris lento de Sonda a espécie-tipo. Isso foi questionado em 1921 pelo zoólogo britânico Oldfield Thomas, que observou que havia alguma confusão sobre qual espécime era usado como espécime-tipo. Em vez disso, ele sugeriu que o espécime-tipo era, na verdade, o  lóris lento de Bengala, Lori bengalensis (Lacépède, 1800). Houve mais confusão durante os anos 1800, quando o Tardigradus coucang de Boddaert foi rotineiramente confundido com o Lemur tardigradus de Lineu - uma espécie que ele havia descrito na 10ª edição de Systema Naturae (1758). O fato de o Lemur tardigradus ser, na verdade, um lóris delgado permaneceu obscuro até 1902, quando os mamalogistas Witmer Stone e James A. G. Rehn [en] finalmente esclareceram a questão.
A espécie tem 50 cromossomos (2n=50) e o tamanho do genoma é de 3,58 pg. De seus cromossomos, 22 são metacêntricos, 26 são submetacêntricos e nenhum é acrocêntrico. Seu cromossomo X é submetacêntrico e seu cromossomo Y é metacêntrico.
Para ajudar a esclarecer os limites das espécies e subespécies e para estabelecer se as classificações baseadas na morfologia eram consistentes com as relações evolutivas, as relações filogenéticas dentro do gênero Nycticebus foram investigadas usando sequências de DNA derivadas dos marcadores mitocondriais D-loop e citocromo b. Embora a maioria das linhagens reconhecidas de Nycticebus (incluindo o lóris-pigmeu-lento (N. pygmaeus), lóris lento de Bórneu (N. menagensis) e lóris lento de Java (N. javanicus)) tenha se mostrado geneticamente distinta, a análise sugeriu que as sequências de DNA de indivíduos selecionados do lóris lento de Sonda (N. coucang) e lóris lento de Bengala (N. bengalensis) compartilhavam uma relação evolutiva mais próxima entre si do que com outros membros de suas respectivas espécies. Os autores sugerem que esse resultado pode ser explicado pela hibridização introgressiva, uma vez que os indivíduos testados desses dois táxons eram originários de uma região de simpatria no sul da Tailândia; a origem precisa de um dos indivíduos de N. coucang não era conhecida. Essa hipótese foi corroborada por um estudo de 2007 que comparou as variações nas sequências de DNA mitocondrial entre N. bengalensis e N. coucang e sugeriu que houve, de fato, fluxo gênico entre as duas espécies.

## Anatomia e fisiologia

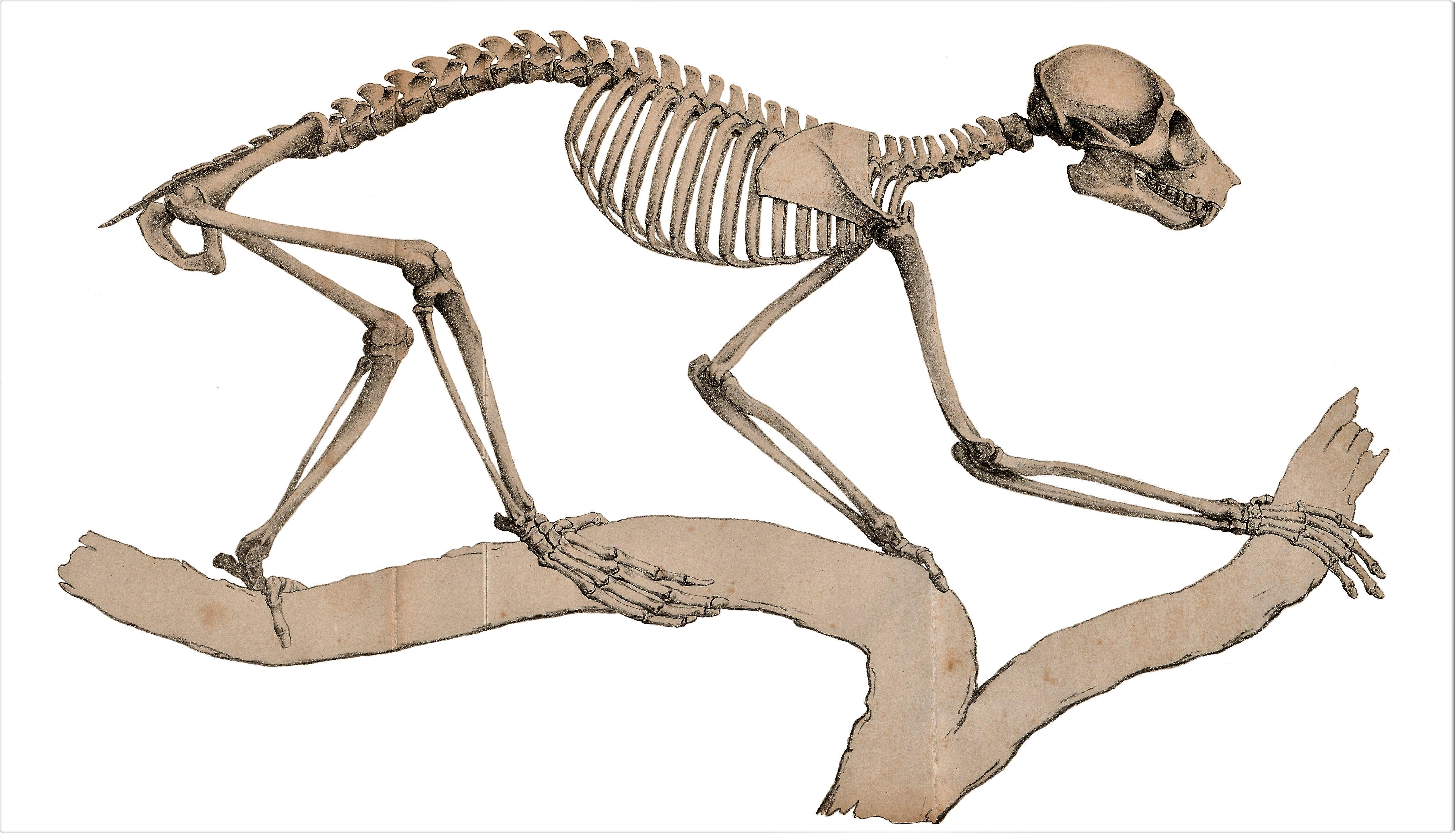
Esqueleto.

O lóris lento de Sonda tem anéis escuros ao redor de seus olhos grandes, um nariz branco com uma faixa esbranquiçada que se estende até a testa e uma faixa escura que se estende da parte de trás da cabeça ao longo da coluna vertebral. Sua pelagem macia, espessa e lanosa varia do marrom claro ao marrom avermelhado profundo, com a parte inferior mais clara. A espécie é diferente do lóris lento de Bengala devido às marcas escuras em forma de lágrima invertida ao redor dos olhos, que se encontram com a faixa dorsal escura na parte de trás da cabeça. Ele tende a ter uma faixa branca muito mais distinta entre os olhos, uma coloração escura mais distinta ao redor dos olhos e uma pelagem mais marrom do que a do lóris lento de Bengala, que é maior, mais acinzentada e apresenta menos contraste. O lóris lento de Sonda tem menos coloração facial branca do que o lóris lento pigmeu. Sabe-se que ocorrem variações locais de cor.

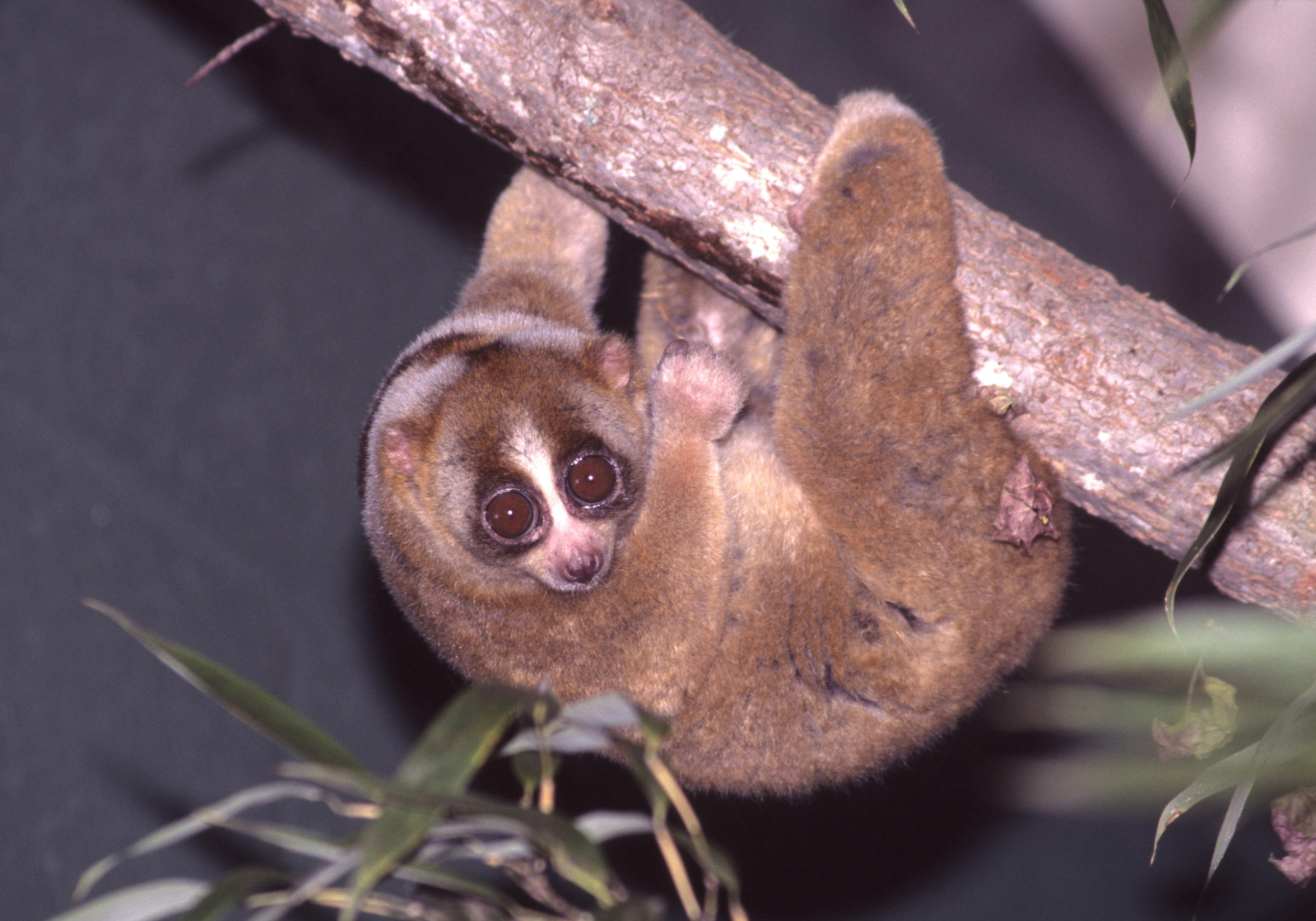
O lóris lento de Sonda geralmente segura galhos com pelo menos três membros ao mesmo tempo.

Ele mede entre 27 e 38 centímetros e pesa entre 599 e 685 gramas. Ao contrário do lóris lento de Bengala, o lóris lento de Sonda não apresenta dimorfismo sexual por peso. A cauda vestigial, escondida sob o pelo, é reduzida a um coto. Ele apresenta um pente dental com seis dentes voltados para a frente na mandíbula inferior, que inclui os incisivos inferiores e os dentes caninos. A estrutura é geralmente usada para limpeza em outros primatas da subordem Strepsirrhini, mas os lóris também a usam para raspar a gengiva ao procurar comida. Ele tem um segundo dígito encurtado e as mãos têm uma pegada forte. Como outros lóris, ele excreta um líquido de cheiro forte das glândulas sob os braços, que é usado para comunicação.
Uma das principais características que diferenciam todas as espécies de lóris é a locomoção: o lóris lento de Sonda se move lentamente pelas árvores em todos os quatro membros, normalmente com três membros presos a um suporte de cada vez. Seu movimento foi descrito como único; semelhante a rastejar, ou como se estivesse escalando em todas as direções, o lóris lento de Sonda muda de direção ou se move entre os galhos com pouco ruído ou mudança de velocidade. Em cativeiro, cerca de um quarto de seu tempo é gasto em movimentos quadrúpedes, um quarto suspenso ou pendurado, um quarto escalando e um quarto agarrando-se a vários galhos (ponte). Ele pode ficar pendurado abaixo de um galho por um ou ambos os pés por longos períodos de tempo.

## Comportamento e ecologia
Como outros lóris lentos, o lóris lento de Sonda é um primata arborícola e noturno, que descansa durante o dia nas bifurcações das árvores ou na vegetação densa e se alimenta de frutas e insetos durante a noite. Ao contrário de outras espécies de lóris, ele permanece nas árvores a maior parte de sua vida: enquanto o lóris lento de Bengala costuma dormir no chão, o lóris lento de Sonda dorme nos galhos ou na folhagem. Ele geralmente dorme sozinho, mas já foi observado que também pode dormir com vários coespecíficos (indivíduos da mesma espécie), inclusive outros adultos. Os adultos vivem em áreas sobrepostas de 0,004 a 0,25 km².
Apesar de sua taxa de metabolismo lenta, o lóris lento de Sonda tem uma dieta de alta energia. Seu estilo de vida lento pode ser devido aos custos energéticos da desintoxicação de certos compostos secundários de plantas em muitos gêneros de plantas alimentícias de suas dietas. A maior parte do tempo é gasta comendo seiva do floema (34,9%), néctar floral e partes de plantas produtoras de néctar (31,7%) e frutas (22,5%). Também consome gomas e artrópodes, como aranhas e insetos. A goma é consumida lambendo os troncos das árvores. Sabe-se também que se alimentam de moluscos, incluindo o caramujo-gigante-africano, e ovos de aves.
Todas as espécies de lóris lentos produzem uma toxina em glândulas na parte interna de seus cotovelos. Isso se espalha por seus corpos e pelos corpos de seus descendentes usando o pente dental durante a catação. Quando ameaçado por predadores, o lóris lento de Sonda pode morder, enrolar-se em uma bola, expondo seu pelo tóxico coberto de saliva, ou enrolar-se e cair das árvores. No entanto, o principal método de evitar predadores é a crípse, por meio da qual ele se esconde. A píton-reticulada, o gavião-variável [en] e o orangotango-de-Sumatra foram registrados como predadores do lóris lento de Sonda.

### Sistemas sociais
Os lóris lentos de Sonda podem se enquadrar no sistema social monogâmico de macho único/fêmea única, embora sejam conhecidos principalmente por serem solitários. Um estudo mostrou que apenas 8% do tempo ativo da espécie foi gasto perto de outros indivíduos. Nos locais onde as áreas de residência se sobrepõem, são formados grupos espaciais. Esses grupos são formados por um macho, uma fêmea e até três indivíduos mais jovens. As interações entre esses indivíduos são, em grande parte, amistosas; elas incluem catação e o seguimento, embora os comportamentos sociais representem apenas cerca de 3% do orçamento de atividades. Quando entra em contato com coespecíficos de outras áreas de vida, geralmente não há reação, pois as áreas de vida não são defendidas. Em cativeiro, no entanto, pode ser agressivo com outros indivíduos. Os machos apresentam comportamentos antagônicos, como ataques, perseguições, ameaças, afirmação, brigas e subordinação. As brigas geralmente resultam em ferimentos graves. Apesar disso, sabe-se que eles são geralmente sociáveis em cativeiro, sendo a catação o comportamento social mais comum.

### Comunicação
Há oito tipos de chamados distintos feitos por adultos de lóris lentos de Sonda, que podem ser divididos em duas categorias: chamados de contato e de busca de contato, como assobios e chiados curtos (um jogo social e chamado de busca de atenção), e chamados agressivos e defensivos, como chiados longos, gritos, rosnados e grunhidos. Como dependem da cripse para evitar predadores, eles não fazem chamadas de alarme. Os bebês emitem guinchos quando perturbados. Durante o cio, as fêmeas fazem chamadas de assobio quando estão em contato visual com um macho. Ao explorar novos ambientes, ele faz vocalizações ultrassônicas fora do alcance da audição humana.
A comunicação olfativa é muito importante para essa espécie. Ela tem a função de alertar os outros sobre a identidade, o estado físico e a posição do indivíduo. Também é importante na reprodução. Como outros lóris lentos, o lóris lento de Sonda tem glândulas em seus cotovelos que exalam óleos. A glândula é lambida para espalhar o odor e acredita-se que tenha evoluído para a comunicação, mas é tóxica para os seres humanos. Se a pessoa for alérgica ao animal, ela pode entrar em choque anafilático e até morrer. Ele também tem glândulas no ânus e pode sinalizar para os coespecíficos esfregando o períneo, o que deposita urina. Quando localiza o odor de outro lóris lento, ela pode esfregar o rosto no substrato onde o odor foi encontrado. O lóris lento de Sonda pode sorrir ou mostrar os dentes. Quando estressados, os bebês podem sorrir, enquanto os adultos mostram os dentes para demonstrar agressividade ou medo, mas também durante as brincadeiras.

### Reprodução

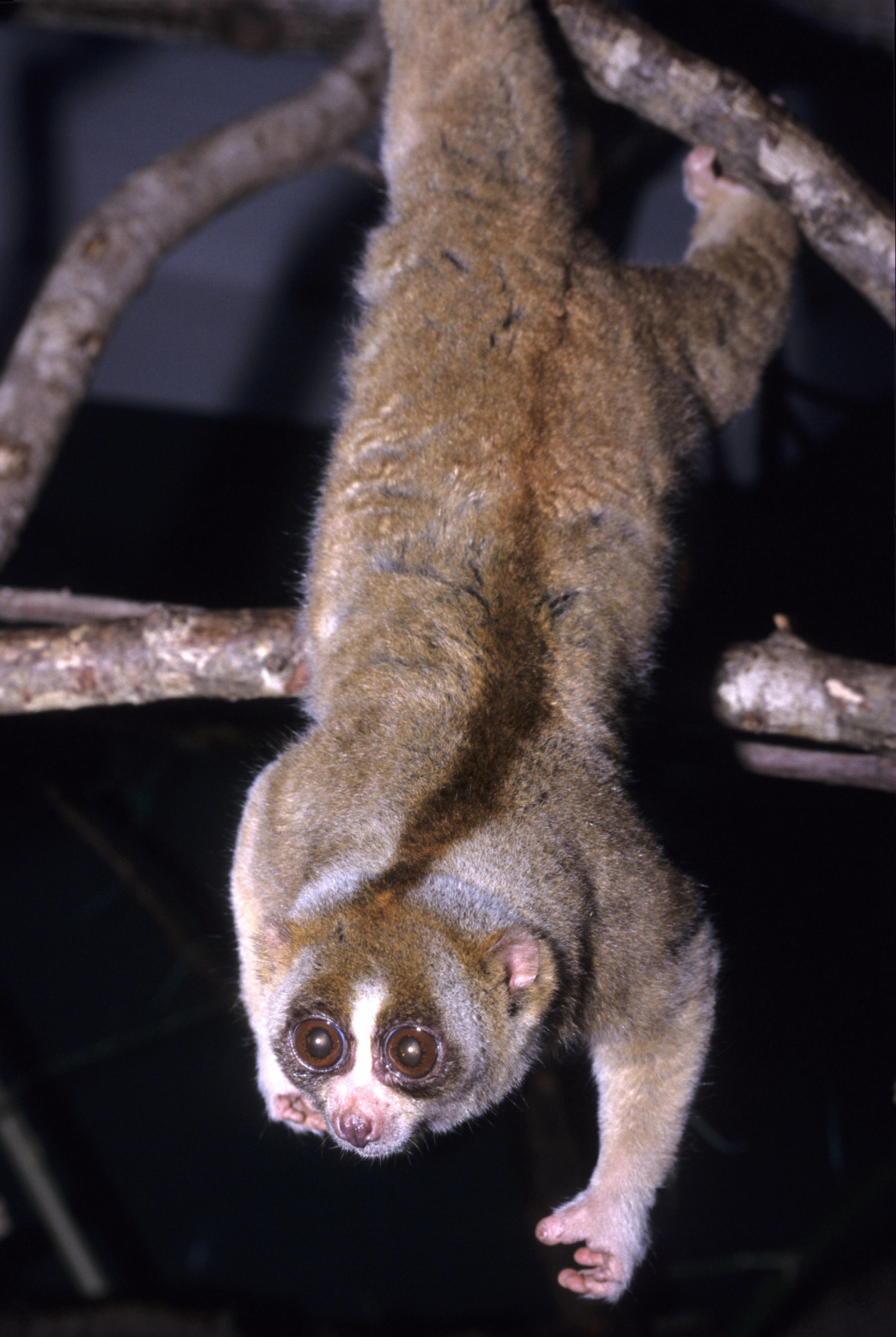
As fêmeas se penduram nos galhos durante a cópula.

A reprodução é uma das poucas vezes em que o lóris lento de Sonda se junta a outros indivíduos, já que ele é solitário em sua maioria. Um estudo registrou que o maior número de lóris lentos já vistos juntos foi de seis; parecia ser uma fêmea no cio e cinco machos a seguindo. Isso pode sugerir um sistema de acasalamento mais promíscuo, em que as fêmeas acasalam com mais de um macho. Apesar disso, o tamanho do testículo é pequeno em comparação com prossímios de tamanho semelhante, o que indica monogamia. Na natureza, acredita-se que o sistema de acasalamento do lóris lento de Sonda varie entre as populações.
A maturidade sexual é atingida entre 18 e 24 meses de idade nas fêmeas e pode ser atingida aos 17 meses nos machos. É poliéstrica, tendo muitos períodos de receptividade sexual durante um ano. Em cativeiro, no entanto, há um claro pico de nascimentos entre março e maio. Foi observado que os padrões reprodutivos dos prossímios em cativeiro no hemisfério norte são alterados. O ciclo de cio dura de 29 a 45 dias, com a maioria das cópulas ocorrendo no mesmo dia.
As fêmeas no cio são seguidas pelos machos, com a cópula iniciada pela fêmea. A fêmea fica pendurada em um galho e pode vocalizar. O macho segurará a fêmea e o galho e copulará com ela. A marcação de urina e a vocalização também são usadas pela fêmea para solicitar o acasalamento. O macho pode criar um tampão de acasalamento após a cópula.
O período de gestação é em média de 192,2 dias, após o qual nasce um filhote, embora tenham sido observados nascimentos de gêmeos. Tanto os machos quanto as fêmeas se dispersam na natureza, o que ocorre entre 16 e 27 meses.

## Distribuição e habitat
O lóris lento de Sonda é encontrado em florestas tropicais de dossel contínuo. Ele é adaptável e também vive em outros tipos de habitat. É encontrado na Indonésia, nas ilhas de Sumatra, Batam e  Galang, no Arquipélago de Riau, e na Ilha Tebing Tinggi [en] e em Natuna Besar (Bunguran), nas Ilhas Natuna; na Malásia, na Península da Malásia e na Ilha Tioman [en]; no istmo de Kra; e em Singapura.
Apesar de estarem supostamente extintos na Ilha Tioman, os registros indicam que os lóris lentos ainda podem habitar a ilha. As marcas faciais e a morfologia dos lóris lentos de Tioman são substancialmente diferentes dos indivíduos do continente, o que sugere a possível distinção da população.
O lóris lento de Sonda é simpátrico (compartilha sua área de distribuição) com o lóris lento de Bengala na Tailândia e houve hibridização.

## Conservação
De acordo com a avaliação da Lista Vermelha da União Internacional para a Conservação da Natureza (IUCN) de 2020, o lóris lento de Sonda foi avaliado como em perigo de extinção. Em junho de 2007, ele foi transferido do Apêndice II da CITES para o Apêndice I, indicando uma verdadeira preocupação com o estado do comércio internacional dessa espécie, um ato agora proibido pela lei internacional. Ele também é protegido pela lei indonésia, embora a lei não pareça ser rigorosamente aplicada. O tamanho de sua população é desconhecido e mais estudos precisam ser realizados para confirmar seu status de conservação.
O lóris lento de Sonda está muito ameaçado pelo tráfico de animais e é vendido como animal de estimação exótico em todo o sudeste asiático. Os lóris lentos são os primatas protegidos mais comumente comercializados no sudeste asiático. Quando vendido como animal de estimação, muitas vezes tem seus dentes arrancados para evitar ferimentos ao proprietário. Isso pode causar infecções dentárias que têm uma taxa de mortalidade de até 90%. Uma vez que tenha perdido os dentes, a reintrodução na natureza é impossível. Devido a uma taxa de mortalidade muito alta em cativeiro por estresse, nutrição inadequada e infecção, o comércio de animais de estimação é inflacionado por substituições. Com um poder de compra maior, as populações humanas crescentes na área de distribuição da espécie podem ter um impacto ainda mais sério.
O lóris lento de Sonda está ainda mais ameaçado pela coleta para medicina tradicional ilegal. A pele é usada para curar feridas, a carne para tratar epilepsia, asma e problemas estomacais, e os olhos são usados em "poções do amor". Ele também é morto como praga nas plantações. A grave perda e destruição de habitat em grandes áreas de sua área de distribuição causaram grandes declínios populacionais, embora a espécie seja mais adaptável a habitats antropogênicos do que outros primatas da região. A fragmentação de habitat resultante restringiu a dispersão biológica da espécie, pois ela depende da cobertura contínua do dossel para se deslocar de árvore em árvore.

## Literatura
- Alterman, L. (1995). «Toxins and toothcombs: Potential allospecific chemical defenses in Nycticebus and Perodicticus». In:  Alterman, L.; Doyle, G.A.; Izard. M.K. Creatures of the Dark: The Nocturnal Prosimians. New York: Plenum Press. ISBN 978-0-306-45183-6. OCLC 33441731

- Ankel-Simons, F. (2007). Primate anatomy, an introduction Third ed. San Diego: Elsevier. ISBN 978-0-12-058670-7. OCLC 42622248

- Chasen, F.N. (1940). «A handlist of Malaysian mammals» (PDF). Bulletin of the Raffles Museum. 15: 1–209. Consultado em 2 de março de 2011. Cópia arquivada (PDF) em 6 de junho de 2011

- Elliot, Daniel Giraud (1913). A Review of the Primates. Col: Monograph series, no. 1. 1. New York, New York: American Museum of Natural History. OCLC 1282520

- Fooden, Jack (1971). «Report on primates collected in western Thailand January–April, 1967». Chicago: Field Museum of Natural History. Fieldiana Zoology. 59 (1): 1–62. ISSN 0015-0754

- Groves, C.P. (1971). «Systematics of the genus Nycticebus». Proceedings of the 3rd International Congress of Primatology, Zurich 1970. 1. Basel: Karger. pp. 44–53

- Groves, C.P. (2001). Primate Taxonomy. [S.l.]: Smithsonian Institution Press. ISBN 978-1-56098-872-4. OCLC 44868886

- Groves, C.P. (2005).  Wilson, D. E.; Reeder, D. M, eds. Mammal Species of the World 3.ª ed. Baltimore: Johns Hopkins University Press. pp. 111–184. ISBN 978-0-8018-8221-0. OCLC 62265494

- Hagey, L.R.; Fry, B.G.; Fitch-Snyder, H. (2007). «Talking defensively, a dual use for the brachial gland exudate of slow and pygmy lorises». In:  Gursky, S.L.; Nekaris, K.A.I. Primate Anti-Predator Strategies. Col: Developments in Primatology: Progress and Prospects. [S.l.]: Springer. ISBN 978-0-387-34807-0. doi:10.1007/978-0-387-34810-0

- Ishida, H.; Jouffroy, F.K.; Nakano, Y. (1986). «Comparative dynamics of pronograde and upside down horizontal quadrupedalism in the slow loris (Nycticebus coucang)». In:  Jouffroy, F.K.; Stack, M.H.; Niemitz, C. Gravity, posture and locomotion in primates. Florence, Italy: Il Sedicesimo. ISBN 978-88-85342-01-9. OCLC 27036881

- Martin, R.D. (1979). «Phylogenetic aspects of prosimian behavior». In:  Doyle, G.A.; Martin, R.D. The Study of Prosimian Behavior. New York: Academic Press. ISBN 978-0-12-222150-7. OCLC 3912930

- Nekaris, A.; Bearder, S.K. (2007). «The Lorisiform primates of Asia and mainland Africa». In:  Campbell, C.J.; Fuentes, A.; MacKinnon, K.C.; Panger, M.; Bearder, S.K. Primates in perspective. New York: Oxford University Press. ISBN 978-0-19-517133-4. OCLC 60664435

- Nowak, R. (1991). Walker's Mammals of the World. 1 5th ed. Maryland, Baltimore: Johns Hopkins University Press. ISBN 978-0-8018-3970-2. OCLC 24141759

- Osman Hill, W.C. (1953a). Primates Comparative Anatomy and Taxonomy I—Strepsirhini. Col: Edinburgh Univ Pubs Science & Maths, No 3. [S.l.]: Edinburgh University Press. OCLC 500576914

- Osman Hill, W.C. (1953b). «Early records of the slender loris and its allies». Proceedings of the Zoological Society of London. 123 (1): 43–47. doi:10.1111/j.1096-3642.1953.tb00153.x

- Roonwal, M.; Mohnot, S. (1977). «Slow loris». Primates of South Asia: ecology, sociobiology, and behavior. Cambridge, Massachusetts: Harvard University Press. ISBN 978-0-674-70485-5. OCLC 2388247

- Rowe, N. (1996). A pictorial guide to the living primates. New York: Pogonias Press. ISBN 978-0-9648825-1-5. OCLC 35692646

- Saint-Hilaire, Étienne Geoffroy (1812). «Suite au Tableau des Quadrummanes. Seconde Famille. Lemuriens. Strepsirrhini». Annales du Muséum National d'Histoire Naturelle (em francês). 19: 156–170

- Schulze, H.; Groves, C. (2004). «Asian Lorises: taxonomic problems caused by illegal trade». In:  Nadler, T.; Streicher, U.; Hà, T.L. Conservation of Primates in Vietnam. Hanoi, Vietnam: Frankfurt Zoological Society. OCLC 60527537

- Stone, Witmer; Rehn, James A.G. (1902). «A collection of mammals from Sumatra, with a review of genera Nycticebus and Tragulus». Proceedings of the Academy of Natural Sciences of Philadelphia. 54: 127–142

- Thomas, Oldfield (1922). «Note on the nomenclature of the Northern Slow-loris». The Journal of the Bombay Natural History Society. 28: 433